# Universidad Omar Bongo
Universidad Omar Bongo (en francés: Université Omar Bongo) fue fundada como la Université Nationale du Gabon en 1970. Fue renombrada en honor del Presidente Omar Bongo en 1978. Está ubicada en Libreville.